# 70th Anniversary Grand Prix 2020
70th Anniversary Grand Prix 2020 je peta dirka Svetovnega prvenstva Formule 1 v sezoni 2020. Odvijala se je 9. avgusta 2020 na dirkališču Silverstone Circuit v Northamptonshiru. Zmagal je Max Verstappen, Red Bull Racing-Honda, drugo mesto je osvojil Lewis Hamilton, tretje pa Valtteri Bottas, oba Mercedes.

## Rezultati

### Kvalifikacije
| Poz  | Št | Dirkač             | Konstruktor               | 1. del   | 2. del   | 3. del   | Št. m. |
| ---- | -- | ------------------ | ------------------------- | -------- | -------- | -------- | ------ |
| 1    | 77 | Valtteri Bottas    | Mercedes                  | 1:26,738 | 1:25,785 | 1:25,154 | 1      |
| 2    | 44 | Lewis Hamilton     | Mercedes                  | 1:26,818 | 1:26,266 | 1:25,217 | 2      |
| 3    | 27 | Nico Hülkenberg    | Racing Point-BWT Mercedes | 1:27,279 | 1:26,261 | 1:26,082 | 3      |
| 4    | 33 | Max Verstappen     | Red Bull Racing-Honda     | 1:27,154 | 1:26,779 | 1:26,176 | 4      |
| 5    | 3  | Daniel Ricciardo   | Renault                   | 1:27,442 | 1:26,636 | 1:26,297 | 5      |
| 6    | 18 | Lance Stroll       | Racing Point-BWT Mercedes | 1:27,187 | 1:26,674 | 1:26,428 | 6      |
| 7    | 10 | Pierre Gasly       | AlphaTauri-Honda          | 1:27,154 | 1:26,523 | 1:26,534 | 7      |
| 8    | 16 | Charles Leclerc    | Ferrari                   | 1:27,427 | 1:26,709 | 1:26,614 | 8      |
| 9    | 23 | Alexander Albon    | Red Bull Racing-Honda     | 1:27,153 | 1:26,642 | 1:26,669 | 9      |
| 10   | 4  | Lando Norris       | McLaren-Renault           | 1:27,217 | 1:26,885 | 1:26,778 | 10     |
| 11   | 31 | Esteban Ocon       | Renault                   | 1:27,278 | 1:27,011 |          | 14     |
| 12   | 5  | Sebastian Vettel   | Ferrari                   | 1:27,612 | 1:27,078 |          | 11     |
| 13   | 55 | Carlos Sainz Jr.   | McLaren-Renault           | 1:27,450 | 1:27,083 |          | 12     |
| 14   | 8  | Romain Grosjean    | Haas-Ferrari              | 1:27,519 | 1:27,254 |          | 13     |
| 15   | 63 | George Russell     | Williams-Mercedes         | 1:27,757 | 1:27,455 |          | 15     |
| 16   | 26 | Daniil Kvjat       | AlphaTauri-Honda          | 1:27,882 |          |          | 16     |
| 17   | 20 | Kevin Magnussen    | Haas-Ferrari              | 1:28,236 |          |          | 17     |
| 18   | 6  | Nicholas Latifi    | Williams-Mercedes         | 1:28,430 |          |          | 18     |
| 19   | 99 | Antonio Giovinazzi | Alfa Romeo Racing-Ferrari | 1:28,433 |          |          | 19     |
| 20   | 7  | Kimi Räikkönen     | Alfa Romeo Racing-Ferrari | 1:28,493 |          |          | 20     |
| Vir: |    |                    |                           |          |          |          |        |

### Dirka
| Poz  | Št | Dirkač             | Konstruktor               | Krogi | Čas/Odstop  | Št. m. | Toč |
| ---- | -- | ------------------ | ------------------------- | ----- | ----------- | ------ | --- |
| 1    | 33 | Max Verstappen     | Red Bull Racing-Honda     | 52    | 1:19:41,993 | 4      | 25  |
| 2    | 44 | Lewis Hamilton     | Mercedes                  | 52    | +11,326     | 2      | 19  |
| 3    | 77 | Valtteri Bottas    | Mercedes                  | 52    | +19,231     | 1      | 15  |
| 4    | 16 | Charles Leclerc    | Ferrari                   | 52    | +29,289     | 8      | 12  |
| 5    | 23 | Alexander Albon    | Red Bull Racing-Honda     | 52    | +39,146     | 9      | 10  |
| 6    | 18 | Lance Stroll       | Racing Point-BWT Mercedes | 52    | +42,538     | 6      | 8   |
| 7    | 27 | Nico Hülkenberg    | Racing Point-BWT Mercedes | 52    | +55,951     | 3      | 6   |
| 8    | 31 | Esteban Ocon       | Renault                   | 52    | +1:04,773   | 14     | 4   |
| 9    | 4  | Lando Norris       | McLaren-Renault           | 52    | +1:05,544   | 10     | 2   |
| 10   | 26 | Daniil Kvjat       | AlphaTauri-Honda          | 52    | +1:09,669   | 16     | 1   |
| 11   | 10 | Pierre Gasly       | AlphaTauri-Honda          | 52    | +1:10,642   | 7      |     |
| 12   | 5  | Sebastian Vettel   | Ferrari                   | 52    | +1:13,370   | 11     |     |
| 13   | 55 | Carlos Sainz Jr.   | McLaren-Renault           | 52    | +1:14,070   | 12     |     |
| 14   | 3  | Daniel Ricciardo   | Renault                   | 51    | +1 krog     | 5      |     |
| 15   | 7  | Kimi Räikkönen     | Alfa Romeo Racing-Ferrari | 51    | +1 krog     | 20     |     |
| 16   | 8  | Romain Grosjean    | Haas-Ferrari              | 51    | +1 krog     | 13     |     |
| 17   | 99 | Antonio Giovinazzi | Alfa Romeo Racing-Ferrari | 51    | +1 krog     | 19     |     |
| 18   | 63 | George Russell     | Williams-Mercedes         | 51    | +1 krog     | 15     |     |
| 19   | 6  | Nicholas Latifi    | Williams-Mercedes         | 51    | +1 krog     | 18     |     |
| Ods  | 20 | Kevin Magnussen    | Haas-Ferrari              | 43    | Pnevmatike  | 17     |     |
| Vir: |    |                    |                           |       |             |        |     |